# 尼加拉瓜宪法
《尼加拉瓜共和国政治宪法》（西班牙語：Constitución Política de la República de Nicaragua），简称《尼加拉瓜宪法》，是尼加拉瓜共和国的最高法律。1995年，在行政部门和立法部门协商后，对1987年桑地诺主义宪法进行了修订，赋予国民议会广泛的权力和独立性，包括允许国民议会以简单多数票推翻总统否决权，并取消总统搁置否决法案的权力；总统和一院制国民议会的议员均同时选举产生，任期五年。

## 2025年修正案
2025年，在丹尼尔·奥尔特加担任总统期间，国民议会批准多项宪法修正案，包括：将总统任期从五年延长至六年，宣布奥尔特加和他的妻子、副总统罗萨里奥·穆里略为联合总统，宣布桑地诺民族解放阵线的旗帜为国家象征之一，将尼加拉瓜定义为“革命”和社会主义国家，并建立“志愿警察部队”。